# Afroholopogon argos
Afroholopogon argos là một loài ruồi trong họ Asilidae. Afroholopogon argos được Londt miêu tả năm 2005. Loài này phân bố ở miền nhiệt đới châu Phi.